# Paul von Andreae

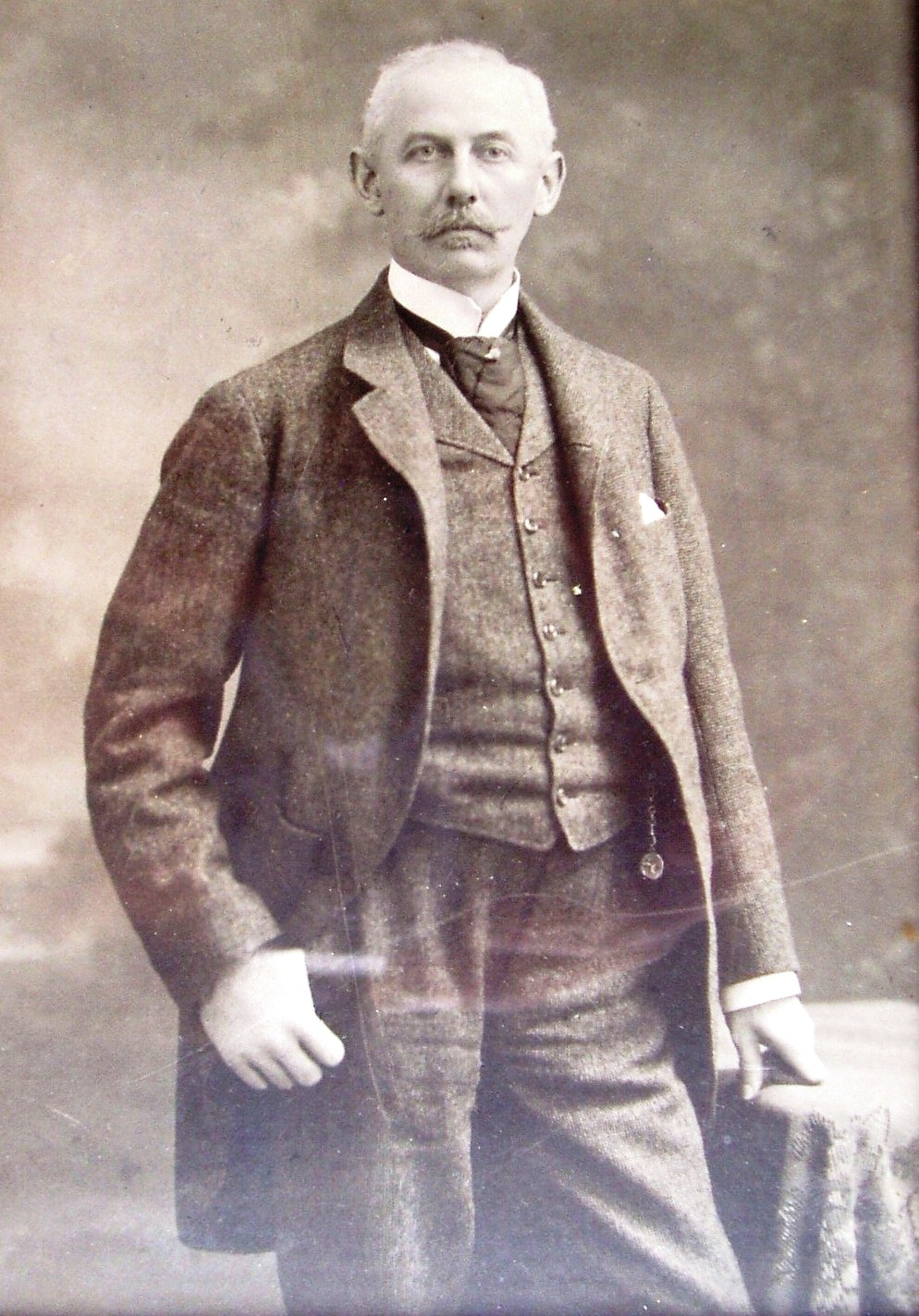
Paul Andreae

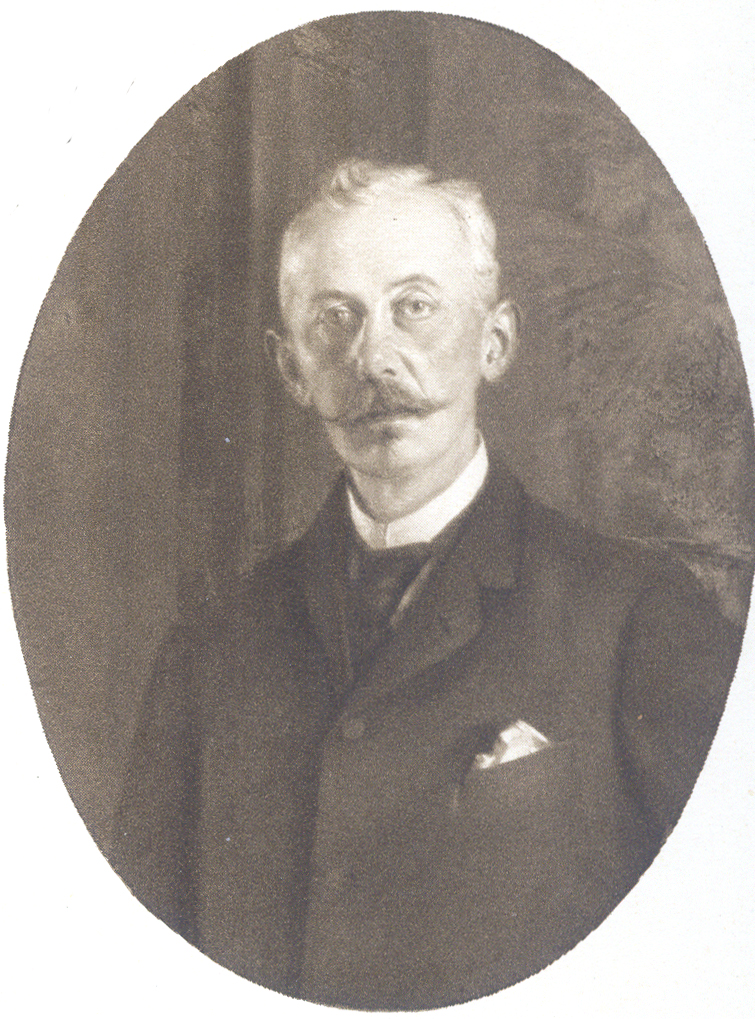
Paul von Andreae um 1910/14

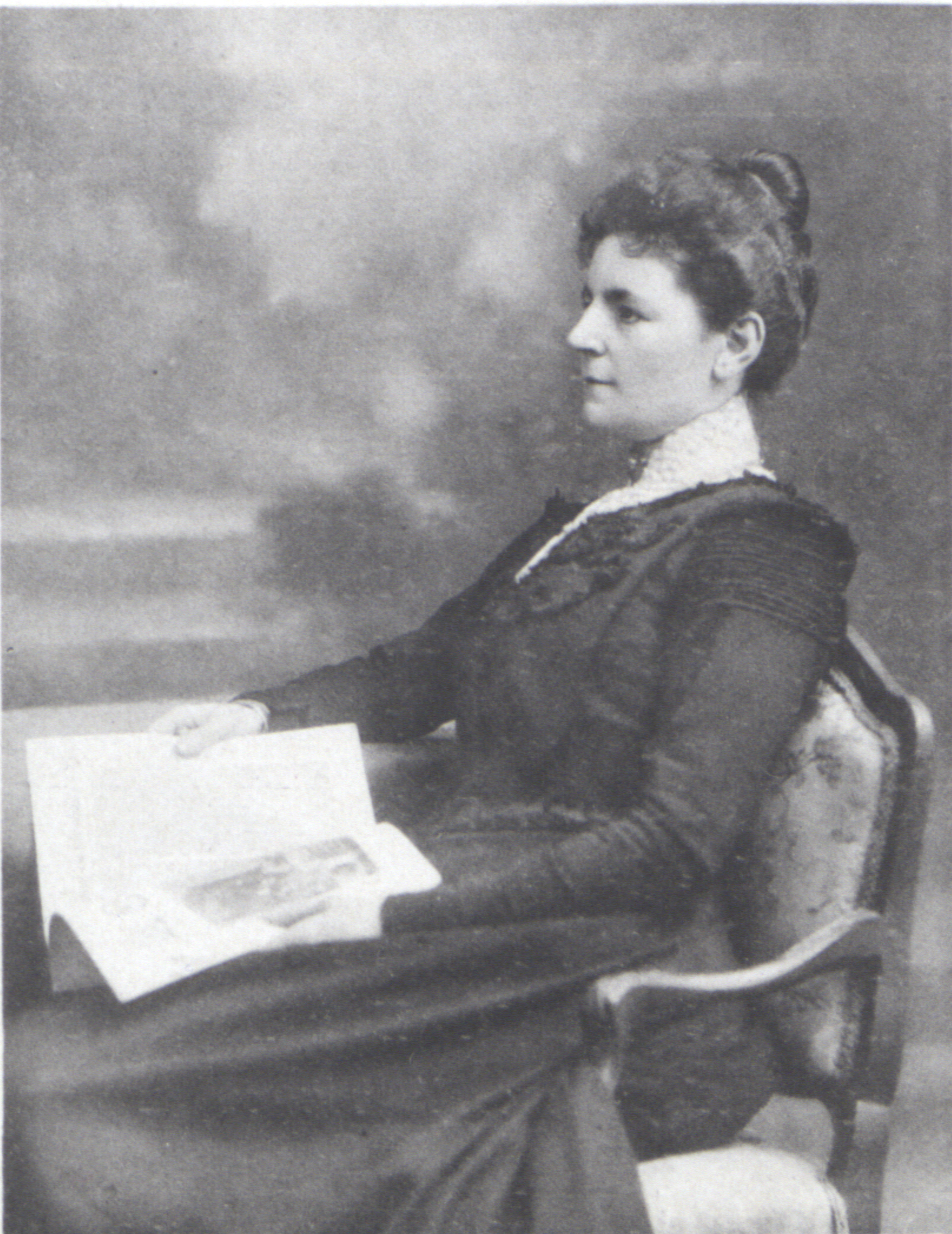
Emmy Andreae

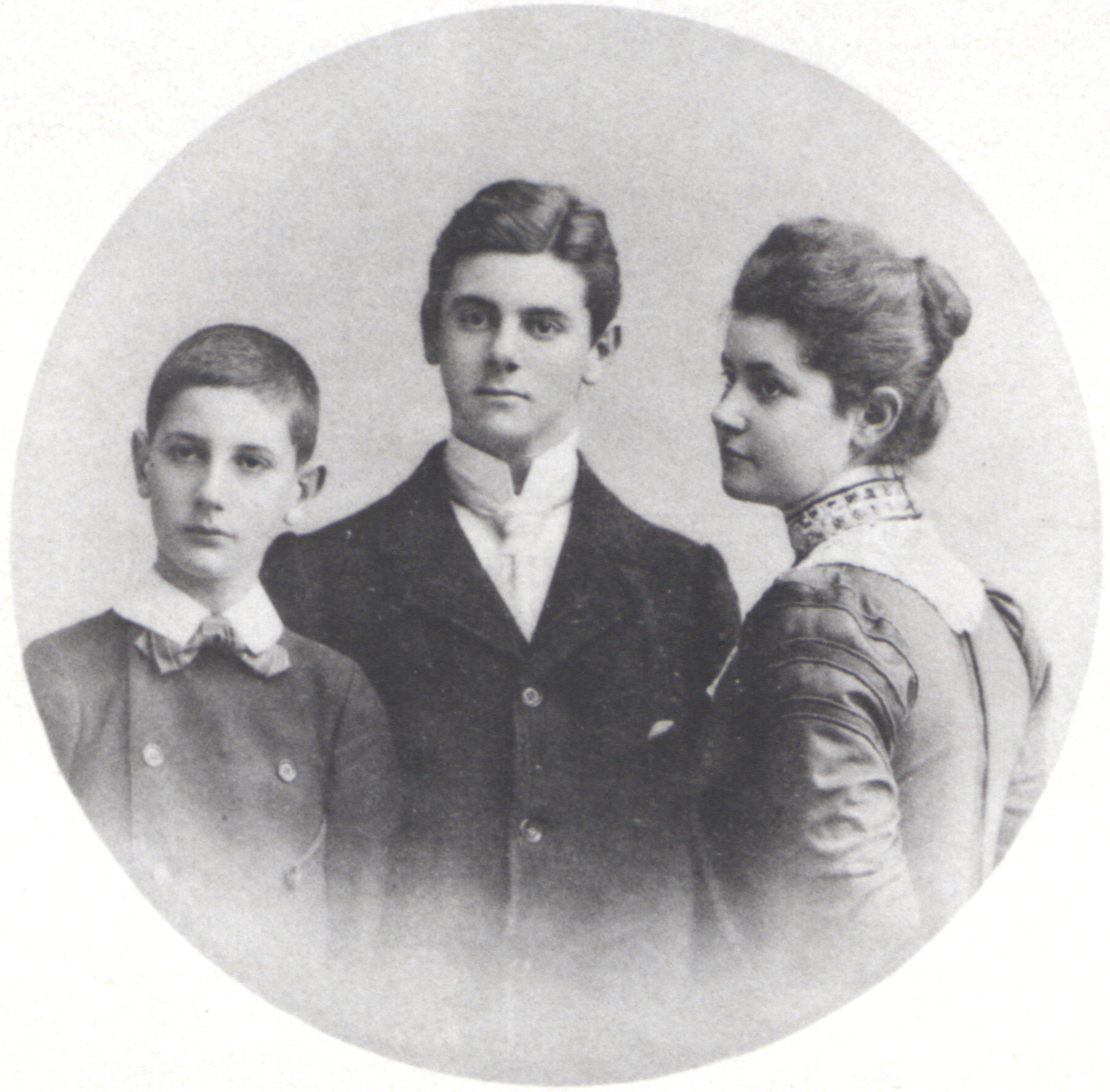
Kurt, Christoph und Else von Andreae um 1900

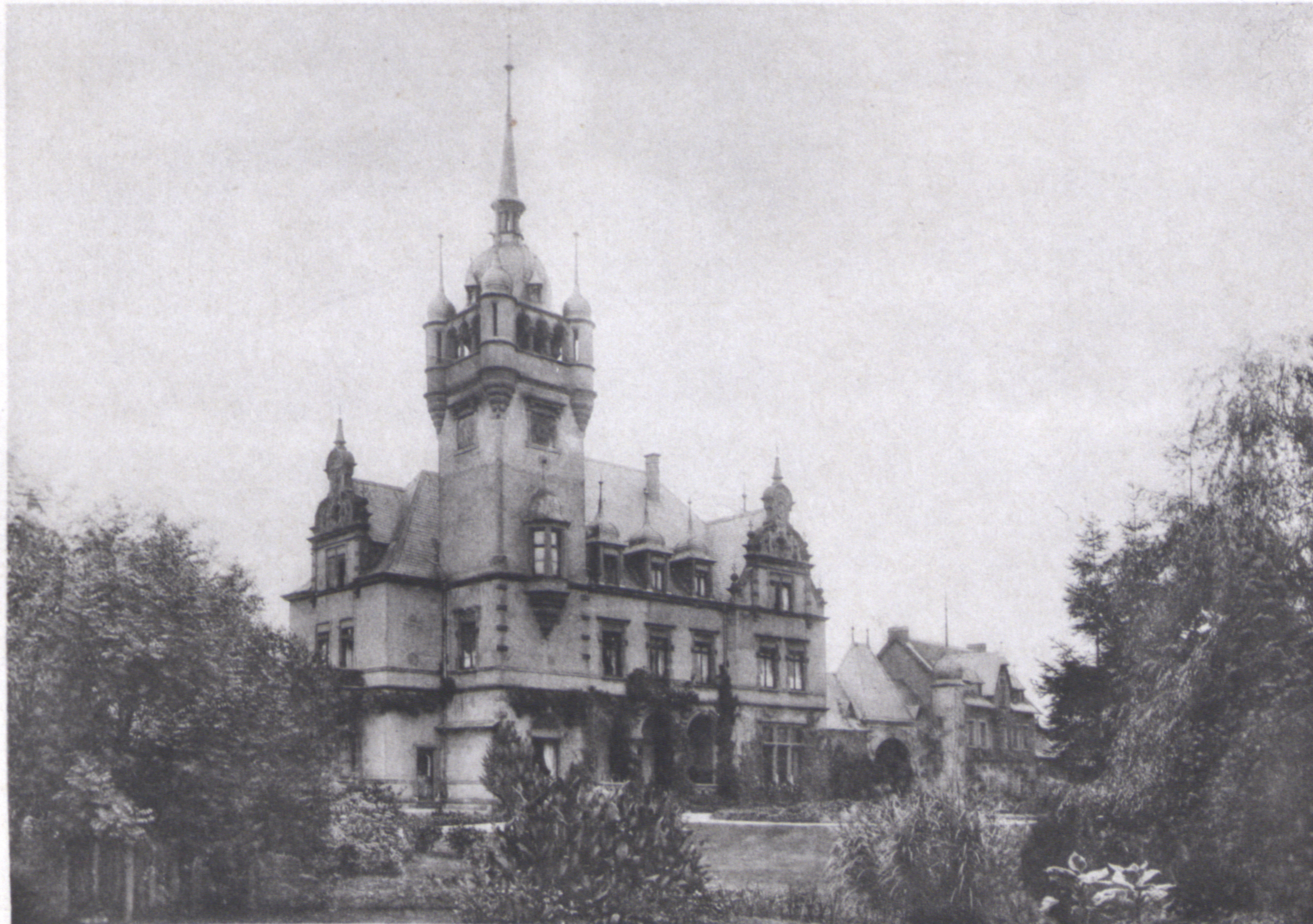
Gut Mielenforst um 1900

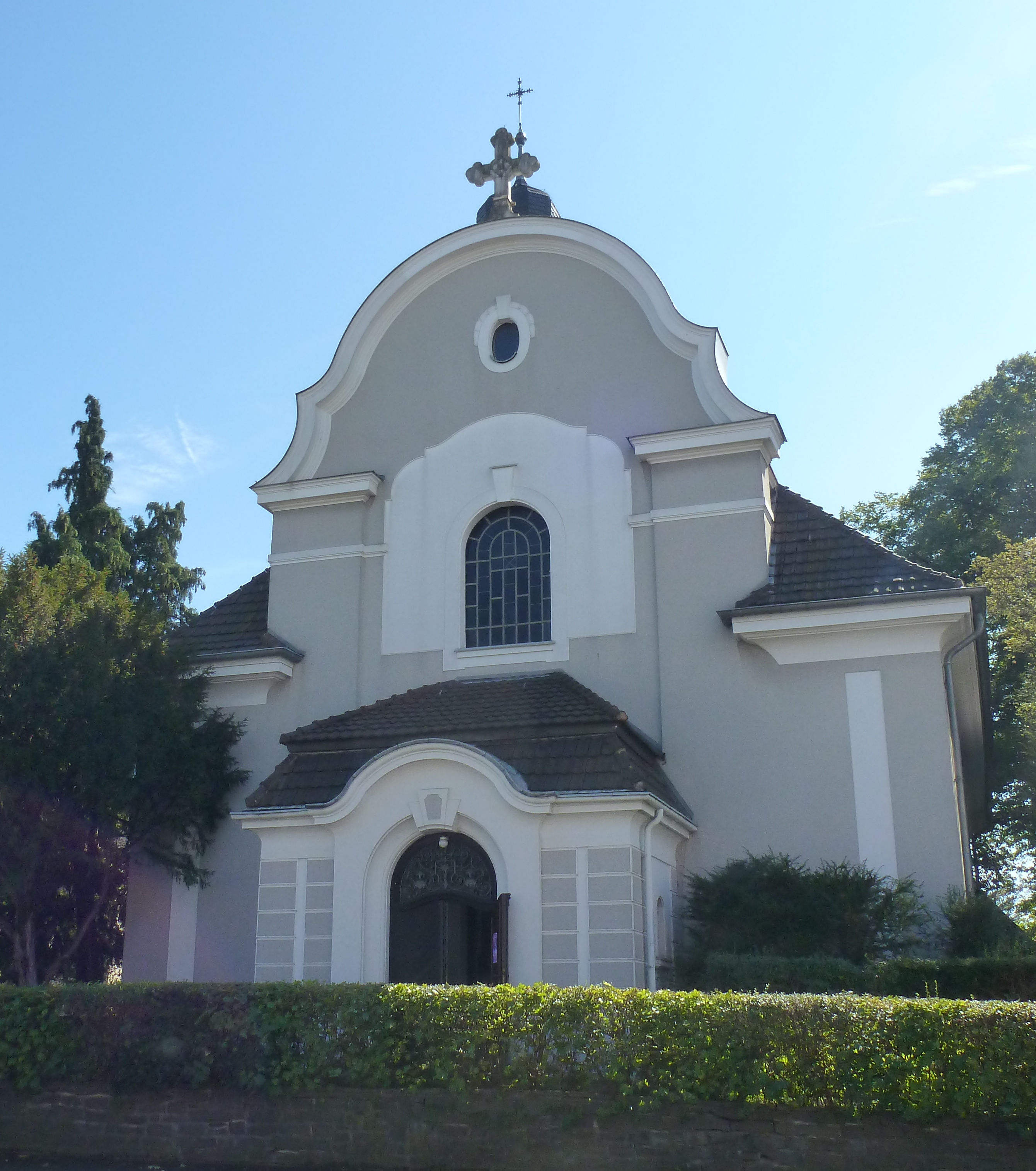
Die Christuskirche in Köln-Dellbrück wurde mit finanzieller Unterstützung von Andreae erbaut.

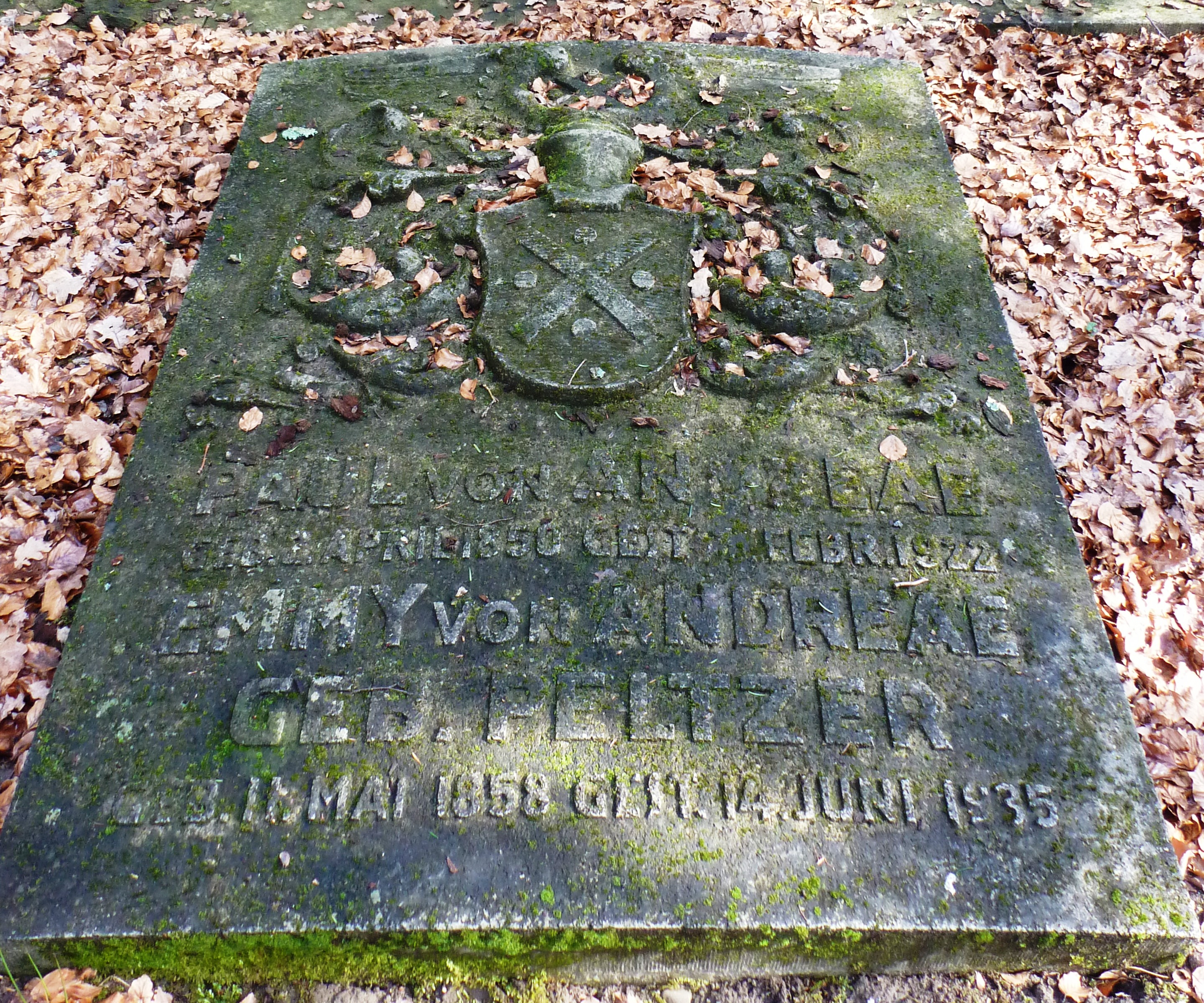
Grab von Emmy und Paul von Andreae im Wald nahe dem Gut

Christoph Paul Andreae, ab 1909 Paul von Andreae, (* 2. April 1850 in Mülheim; † 16. Februar 1922 auf Gut Mielenforst, Köln-Dellbrück) war ein deutscher Industrieller und Gutsbesitzer aus Köln.

## Geschichte der Familie
Paul Andreae stammte aus einer protestantischen Textilhändlerfamilie aus Mülheim, das zum Zeitpunkt seiner Geburt noch nicht zu Köln gehörte. Sein Ur-Ur-Urgroßvater Christian Andreae (1665–1742), der ursprünglich aus Frankfurt stammte, hatte 1687 eine Seiden- und Leinenfabrik in Köln gegründet, die 1714 nach Mülheim umzog; zudem betrieb er einen Kommissions- und Weinhandel.
Grund für den Umzug von Andreae nach Mülheim war die restriktive Politik der Stadt Köln: Protestanten konnten nicht Mitglied einer Kölner Zunft werden und unterlagen auch weiteren beruflichen Einschränkungen. Daraufhin siedelten zehn bedeutende protestantische Großkaufleute auf die andere Rheinseite nach Mülheim, das damals noch zum Herzogtum Berg gehörte und Protestanten wiederum wirtschaftliche Privilegien einräumte. Die abgewanderten Großkaufleute und Manufakturisten machten den Kölnern mit ihren Handelsbeziehungen zum Niederrhein und den Niederlanden in der Folge Konkurrenz. Andreaes Söhne gründeten 1763 eine Samt- und Seidenproduktion, die spätestens eine Generation darauf europaweit bekannt war. Ein Enkel, Christoph Andreae (1735–1804), heiratete Maria Christina Katharina Scheibler (1740–1807), die jüngste Tochter des Begründers der Monschauer Tuchindustrie, Johann Heinrich Scheibler.

## Gesellschaftlicher Aufstieg
1870/71 nahm Paul Andreae als Offizier im Königs-Husaren-Regiment (1. Rheinisches) Nr. 7 der Preußischen Armee am Deutsch-Französischen Krieg teil. 1875 wurde er Teilhaber des Familienunternehmens und übernahm die Leitung der Bandfabrik. 1882 kaufte er das im heutigen Köln-Dellbrück gelegene Gut Mielenforst, ließ die alten Gebäude zum Teil abbrechen und ein neues Herrenhaus erbauen. Mit der Abwicklung der Bandfabrik 1886 aus wirtschaftlichen Gründen zog sich Andreae aus dem Unternehmen zurück und widmete sich fortan hauptsächlich der Bewirtschaftung des Gutes, vor allem der Pferdezucht. Zusätzlich besaß die Familie ein Stadthaus als „Winterwohnung“ am Neumarkt. 1904 wurde das Gut in ein Familienfideikommiss umgewandelt und Paul Andreae am 17. August 1909 in den erblichen preußischen Adelsstand erhoben. Als Rittergutsbesitzer auf Gut Mielenforst war Andreae „geborener Gemeindeverordneter“ der Bürgermeisterei Merheim ab 1883 bis zu deren Eingemeindung nach Köln im Jahre 1914. Er bekleidete dort zudem die unbesoldeten Stellungen eines 3. Beigeordneten (1891–1897), 2. Beigeordneten (1897) und 1. Beigeordneten (1898–1914). Ferner war er Mitglied des Kreistages und des Kreis-Ausschusses des Kreises Mülheim sowie Mitglied des Provinziallandtages der Preußischen Rheinprovinz.
1905 zählte Paul Andreae an der Seite seines Onkels Otto Andreae zu den Mitbegründern der „Colonie für kleine Landhäuser in Weiden bei Köln“, die bis 1914 unter der technischen Leitung der Kölner Architekten Emil Wilhelm Schreiterer und Bernhard Traugott Below (Schreiterer & Below) zwischen der Aachener Straße und dem Lövenicher Bahnhof eine Villenkolonie anlegte. Bis 1910 gehörte Andreae ferner dem Aufsichtsrat der „Sinziger Mosaikplatten und Thonwaarenfabrik“ in Sinzig am Rhein an, deren Vorgängerin 1869 unter maßgeblicher Beteiligung der Familie Andreae und hierbei auch seines Vaters gegründet worden war.

## Wirken in Dellbrück
Andreae engagierte sich karitativ, politisch und gesellschaftlich vor Ort in Dellbrück und den anliegenden Gemeinden, die 1905 zu Dellbrück zusammengefasst und 1914 zu Köln eingemeindet wurden. 1893 bot er dem Gemeinderat eine Schenkung zur Einrichtung eines Kindergartens an, dann gründete er aber die „Paul-Andreae-Mielenforst-Stiftung“ mit 100 000 Mark Kapital zur Errichtung eines Pflegeheims mit „Kinderbewahranstalt“, Volksbad und Handarbeitsschule. Zudem beteiligte er sich an der Finanzierung des Baus der evangelischen Christuskirche, die 1905 eingeweiht wurde, indem er den Bauplatz sowie das Pfarrhaus stiftete und sich mit 10 000 Mark an den Baukosten beteiligte. Er gehörte nicht nur dem Gemeinderat an, sondern auch mehreren Vereinen. Als Mäzen unterstützte er den Erwerb von Kunstwerken und historischen Dokumenten. So stiftete er z. B. 1911 dem Wallraf-Richartz-Museum gemeinsam mit anderen Schenkern das Bild „Ein Italiener“ von Wilhelm Leibl.

## Familie und Privates
Verheiratet war Andreae seit dem 12. Dezember 1878 mit der aus Belgien stammenden Emma Peltzer (1858–1935), Schwester von Édouard Peltzer und Tochter von Paul Nicolas Édouard Peltzer (1829–1903), einem Tuchfabrikanten sowie Stadt- und Provinzialrat von Verviers, der aus der Aachen-Stolberger Unternehmerfamilie Peltzer stammte. Das Ehepaar hatte drei Kinder, zwei Söhne und eine Tochter. Die Mitgift der Ehefrau war so hoch, dass damit der Neubau des Gutes finanziert werden konnte. Die Schwester von Emmy Andreae, Olga, war verheiratet mit dem Bergisch Gladbacher Papierfabrikanten Hans Wilhelm Zanders. Der älteste Sohn von Emmy und Paul Andreae, Christoph (1881–1914), fiel schon in den ersten Tagen des Ersten Weltkriegs als Leutnant der Reserve; er wiederum war mit Ilse von Mallinckrodt (1886–1940), einer Tochter des Kölner Industriellen Gustav von Mallinckrodt, verheiratet. Christophs Tochter Elisabeth von Andreae war mit dem Schriftsteller Max Christian Feiler (1904–1973) in Berlin und zuletzt München verehelicht. Ihre einzige Tochter Else (1879–1962) hatte in dem Gutsbesitzer Max Pfeifer (1875–1942) einen Sohn des Kölner Zuckerfabrikanten (Pfeifer & Langen) Valentin Pfeifer 1903 geheiratet. Kurt von Andreae (1885–1943), das jüngste der drei Kinder, lebte als Kaufmann in London. Der Bankier und Hobby-Astronom Heinrich Eduard von Lade war ein Onkel mütterlicherseits von Paul von Andreae, ein Onkel väterlicherseits der Kunstmaler Karl Christian Andreae.
Paul von Andreae starb vier Jahre nach Ende des Ersten Weltkrieges; er liegt beerdigt auf der privaten Grabstätte der Familie in der Nähe des Gutes. Seine Frau Emmy überlebte ihn um 13 Jahre.